# 垂水市
垂水市（たるみずし）は、鹿児島県（離島以外の地域）の中部、大隅半島の北西部に位置する市。

## 地理

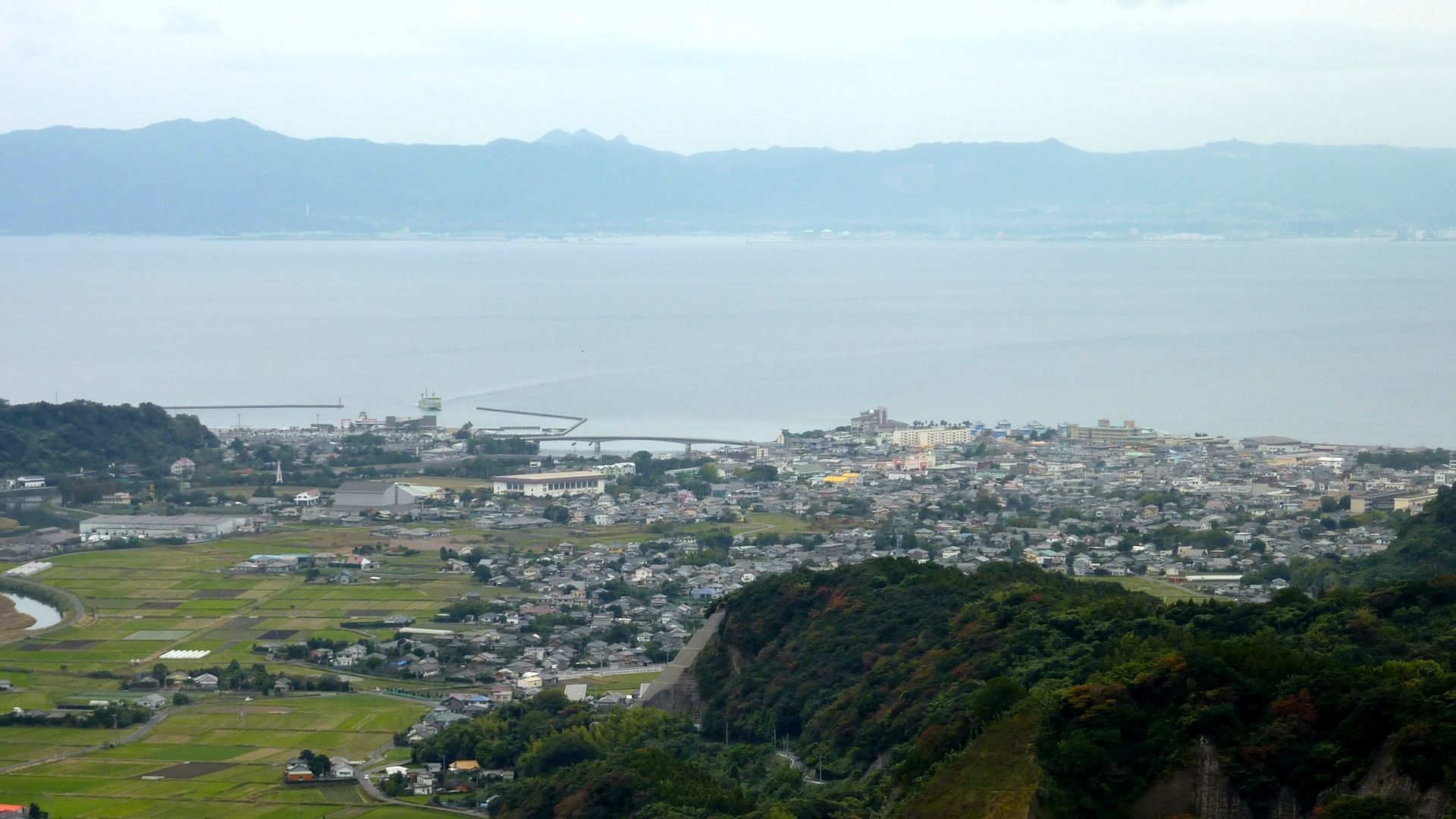
垂水市街地

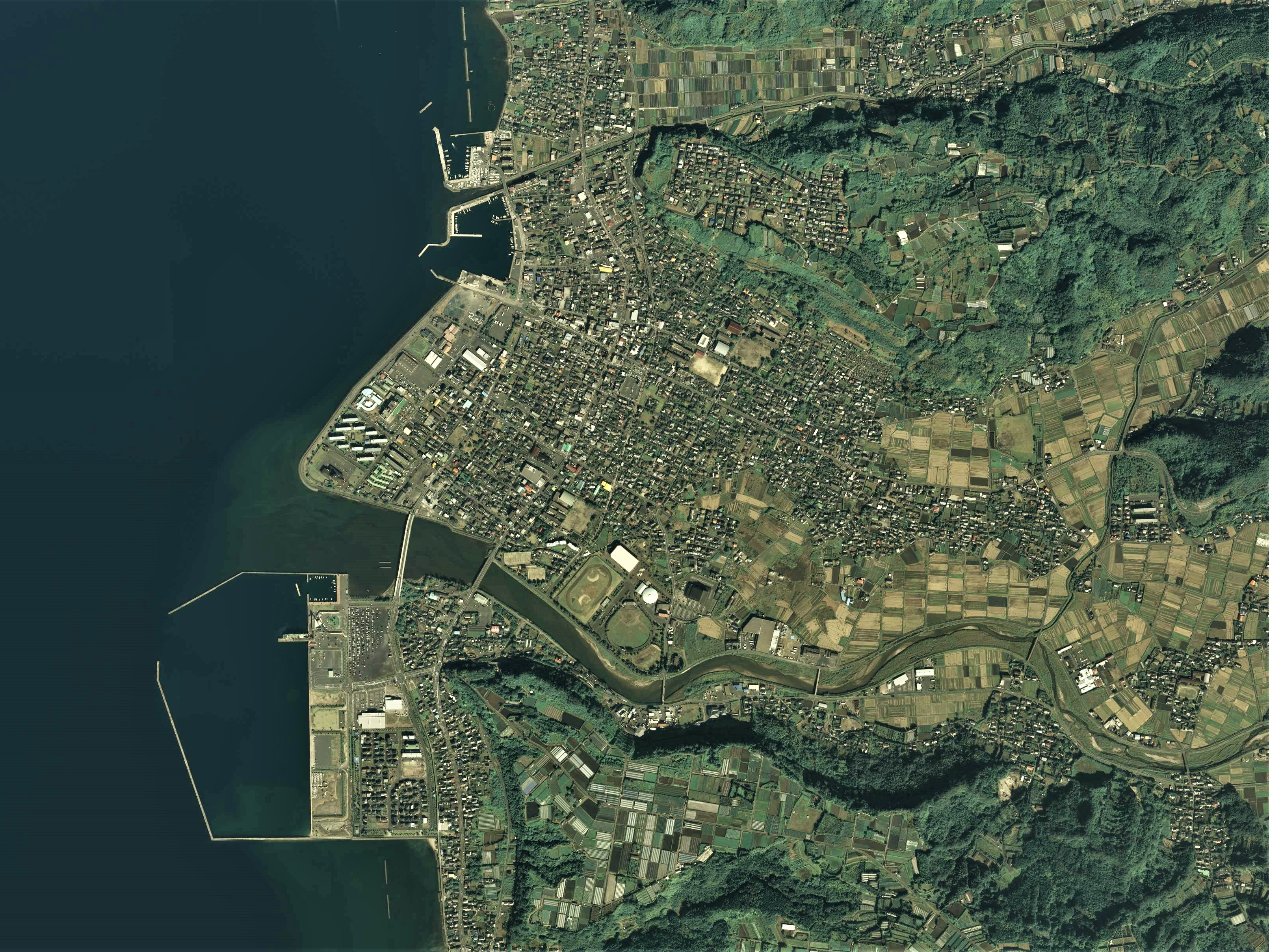
垂水市中心部周辺の空中写真。
2008年11月5日撮影。。

大隅半島の北西部、鹿児島市から桜島を挟んで東側向かいの場所に位置する。市域西部は鹿児島湾に面している。中心市街地は海岸沿いの低平地に発達しており、市域東部の内陸部はシラス台地と山地になっている。
市西側に隣接する桜島はかつては離島であった。しかし、1914年（大正3年）に桜島の大正大噴火が発生し、溶岩流により1月29日には瀬戸海峡が閉塞して垂水市と地続きになった。松ヶ崎地区では2mほど灰が積もり、小学校が埋って噴火前までの資料は不明となっている｡

### 隣接している市町村
- 鹿児島市 - 桜島で隣接
- 鹿屋市 - 東-南方向に隣接
- 霧島市 - 北方向に隣接

### 人口
鹿児島県はもとより、九州の市では最も人口が少ない。
| |                                        |  |
| 垂水市と全国の年齢別人口分布（2005年） | 垂水市の年齢・男女別人口分布（2005年） |  |
| ■紫色 ― 垂水市 ■緑色 ― 日本全国 | ■青色 ― 男性 ■赤色 ― 女性              |  |
| 垂水市（に相当する地域）の人口の推移 \| 1970年（昭和45年） \| 25,952人 \| \| \| 1975年（昭和50年） \| 24,422人 \| \| \| 1980年（昭和55年） \| 24,179人 \| \| \| 1985年（昭和60年） \| 23,504人 \| \| \| 1990年（平成2年） \| 22,264人 \| \| \| 1995年（平成7年） \| 20,933人 \| \| \| 2000年（平成12年） \| 20,107人 \| \| \| 2005年（平成17年） \| 18,928人 \| \| \| 2010年（平成22年） \| 17,248人 \| \| \| 2015年（平成27年） \| 15,520人 \| \| \| 2020年（令和2年） \| 13,819人 \| \| |                                        |  |
| 総務省統計局 国勢調査より |                                        |  |
| 1970年（昭和45年） | 25,952人                               |  |
| 1975年（昭和50年） | 24,422人                               |  |
| 1980年（昭和55年） | 24,179人                               |  |
| 1985年（昭和60年） | 23,504人                               |  |
| 1990年（平成2年） | 22,264人                               |  |
| 1995年（平成7年） | 20,933人                               |  |
| 2000年（平成12年） | 20,107人                               |  |
| 2005年（平成17年） | 18,928人                               |  |
| 2010年（平成22年） | 17,248人                               |  |
| 2015年（平成27年） | 15,520人                               |  |
| 2020年（令和2年） | 13,819人                               |  |

1955年に垂水・新城・牛根が合併したときには市の条件である「人口5万以上」を満たさなかったために市に昇格できなかった。その後、合併する場合に限って人口3万以上であれば市に昇格できる特例が認められたため、1958年に垂水市が成立したが、合併当時の人口が38,856人であったのに対して1958年6月1日現在の人口は34,779人だった:59-64。その後は鹿児島市への人口の流出による急速な過疎化が進行し、1960年から2005年までの45年間に人口は13,793人も減少した。1970年（昭和45年）には過疎地域対策緊急措置法の適用を受けた。

## 地域

### 地名
- 市木（いちき）
- 海潟（かいがた）
- 柊原（くぬぎばる）
- 新御堂（しんみどう）
- 高城（たかじょう）
- 田神（たがみ）
- 中俣（なかまた）
- 浜平（はまびら）
- 本城（ほんじょう）

旧牛根村
境・麓は垂水市の市制施行と同時に「牛根」を冠称するようになった。
- 牛根境（うしねさかい）
- 牛根麓（うしねふもと）
- 二川（ふたがわ）

旧新城村
新城村時代は大字が設置されていなかった。1958年に一部を鹿屋市に編入(現・根木原町、有武町)
- 新城（しんじょう）

その後の追加町名
1945年8月5日、旧肝属郡垂水町はアメリカ軍の空襲に遭い、市街地が大きな被害を受けた。
翌1946年、垂水町は戦災地復興都市計画対象地のひとつに指定され（全国で115市町村）、中心市街地では焼失地域185,520坪（525,023平方メートル）のうち120,000坪（396,693平方メートル）について都市計画事業が実施された。
その結果、大字田神の一部で、以下の町名が新たに誕生した。
- 旭町（あさひまち、旧：字南下町の一部）
- 上町（かんまち。ただし国道220号線にある信号での標記は"Kamimachi"）、旧：字上町、字下福町の一部）
- 栄町（さかえまち、旧：字下町）
- 下宮町（しもみやちょう、旧：字下ノ宮、字南下町の一部）
- 中央町（ちゅうおうちょう、旧：字中馬場）
- 本町（ほんまち、旧：字本町）
- 松原町（まつばらちょう、旧：字北松原）
- 南松原町（みなみまつばらちょう、旧：字南松原）

1970年、垂水港南側の干拓事業が完了し、新たに1町が設置された。
- 錦江町（きんこうちょう）

1997年、垂水新港付近が埋め立てられ、新たに1町が設置された。
- 潮彩町（しおさいちょう）1丁目～3丁目

## 歴史

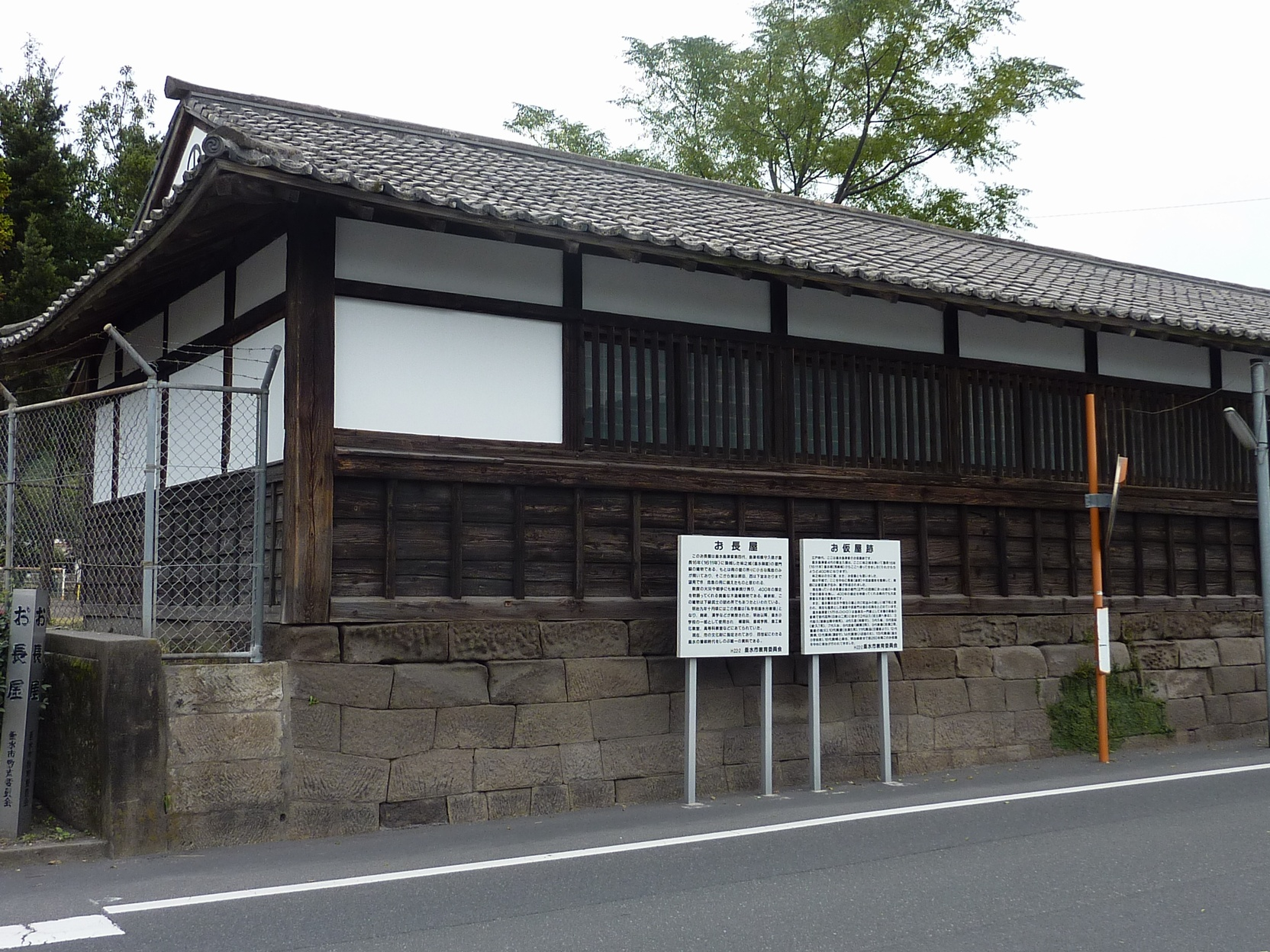
垂水郷のお仮屋跡に現存する「お長屋」（垂水小学校敷地）

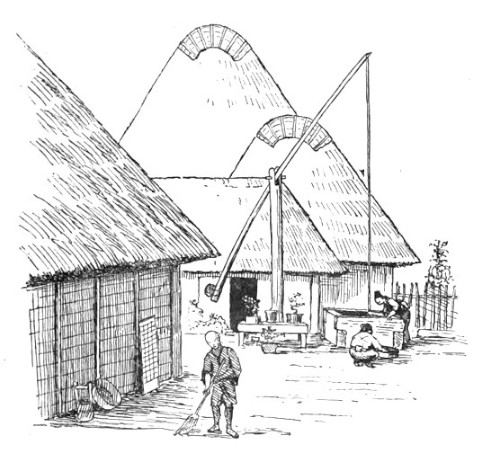
明治時代の大隅の元垂水の農家。エドワード・モースのスケッチ

江戸時代の垂水市域は全域が薩摩藩領であり、垂水郷（郷については外城制を参照）は島津御一門家であった垂水島津家（薩摩藩家臣を参照）の私領として、新城郷は新城島津家の私領として、牛根郷は薩摩藩の直轄領として統治された。上記の3郷は町村制施行時（1889年）の3村にほぼ継承されている。垂水郷と牛根郷は大隅国大隅郡に（牛根郷のうち、境村は曽於郡）、新城郷は肝属郡に属していた。
明治初期には大隅郡と肝属郡（1883年以降は南諸県郡も含む）の役所が垂水におかれていたが、1887年6月に鹿屋郷（後の鹿屋町、現在の鹿屋市街地）へ移転している。

### 近現代
- 1889年（明治22年）4月1日 - 町村制施行により、現在の市域にあたる以下の村が発足。いずれも垂水郷・牛根郷・新城郷内の地域がそのまま村域となった。同時に、東囎唹郡所属であった境村を南大隅郡に編入する[6]。
  - 南大隅郡垂水村 (田神村, 新御堂村, 海潟村, 中俣村, 市木村, 本城村, 高城村, 浜平村, 柊原村が合併)
  - 南大隅郡牛根村 (麓村, 二川村, 境村が合併)
  - 肝属郡新城村
- 1897年（明治30年）4月1日 - 南大隅郡と肝属郡が統合され、現在の肝属郡が発足する[6]。
- 1924年（大正13年）12月1日 - 垂水村が町制施行。垂水町となる。
- 1955年（昭和30年）1月10日 - 垂水町・新城村・牛根村が合併し、新町制による垂水町が発足。
- 1958年（昭和33年） 1月20日 - 大字新城の一部を鹿屋市に編入。
- 1958年（昭和33年）10月1日 - 垂水町が市制施行。垂水市となる。

## 行政

### 市長
- 奥誓二（初代市長、1958-1959年）
- 宮原宏平（もと垂水町長、1959-1963年）
- 奥誓二（1963-1967年）
- 町田四郎（1967-1975年）
- 枝本豊助（1975-1987年）
- 八木栄一（1987-1991年）
- 枝本豊助（1991-1995年）
- 岩下眞人（1995-1999年）
- 矢野繁（1999-2003年）
- 水迫順一（2003-2011年）
- 尾脇雅弥（2011年1月27日就任、4期目）

### 市庁舎
垂水市役所の庁舎は本館・別館・新館からなり、もっとも古い本館は1956年に火災で焼失した木造の垂水町役場庁舎にかわって市政施行された1958年に建てられた。衞藤右三郎の設計により、ほかの市に先立って鉄筋コンクリート造で建設された。地上3階建てで望楼をそなえ、建設当時は庁舎内から市街を一望することが可能だった。市役所として60年以上利用され、垂水のランドマークとなっている。2019年にDOCOMOMO JAPAN選定 日本におけるモダン・ムーブメントの建築に選定された。
庁舎の老朽化などを理由として新庁舎を建設することが計画されているが、旧フェリー駐車場用地に新庁舎を建設する案は2020年8月の住民投票で反対が賛成を上回り、計画は白紙になった。

## 議会

### 鹿児島県議会
- 選挙区：鹿屋市・垂水市選挙区
- 定数：4人
- 任期：2023年4月30日 - 2027年4月29日
- 投票日：2023年4月9日
- 当日有権者数：91,308人
- 投票率：42.46％

| 候補者名   | 当落 | 年齢 | 所属党派   | 新旧別 | 得票数   |
| ---------- | ---- | ---- | ---------- | ------ | -------- |
| 郷原拓男   | 当   | 45   | 自由民主党 | 現     | 11,842票 |
| 前野義春   | 当   | 70   | 無所属     | 現     | 8,451票  |
| 大久保博文 | 当   | 59   | 自由民主党 | 現     | 6,918票  |
| 角野毅     | 当   | 63   | 無所属     | 新     | 5,933票  |
| 堀之内芳平 | 落   | 70   | 自由民主党 | 現     | 5,221票  |

## 経済

### 産業
農水産業では、ブリ・カンパチの養殖、インゲンマメ・きぬさやえんどうなどの野菜、ビワ・ポンカンなどの果物、豚などの畜産が盛んである。しかし農家数は減少の一途にある。
垂水市に本社を置く主要企業
- 大隅ミート産業（養豚・食肉加工）
- 桜島（運送）
- 園田陸運（運送）
- 森伊蔵酒造（酒造）

垂水市で産出するミネラルウォーターのブランドに財宝温泉がある。ほかにもさまざまな水が売られている。
2015年に垂水高峠太陽光発電所が竣工した。

## 教育

### 大学
- 名古屋大学太陽地球環境鹿児島研究所
- 鹿児島大学農学部附属高隈演習林

### 高等学校
- 鹿児島県立垂水高等学校

### 中学校
市立
- 垂水中央中学校
- 2010年3月で市内全5校を閉校し、4月に垂水市立垂水中央中学校を開校させ1つの中学校に統合させた。

閉校した中学校
- 垂水中学校（2010年3月31日閉校、垂水中央中学校に統合）
- 垂水南中学校（2010年3月31日閉校、垂水中央中学校に統合）
- 牛根中学校（2010年3月31日閉校、垂水中央中学校に統合）
- 協和中学校（2010年3月31日閉校、垂水中央中学校に統合）
- 大野中学校（2006年3月31日閉校、垂水中学校に統合）

### 小学校
市立
- 垂水小学校
- 牛根小学校
- 新城小学校
- 境小学校
- 水之上小学校
- 協和小学校
- 松ケ崎小学校
- 柊原小学校
- 大野小学校（2006年3月31日休校、水之上小学校に統合）

## スポーツ
1972年（昭和47年）の第27回国民体育大会（太陽国体）ではウエイトリフティング競技が垂水市で開催された。国体に先立つ1969年（昭和44年）に全九州ウエイトリフティング選手権大会が開催されている。
1987年（昭和62年）には垂水中央運動公園が完成した。2023年（令和5年）の特別国民体育大会ではフェンシング、綱引競技、スポーツチャンバラの各競技が中央運動公園の体育館で開催された。

## 交通

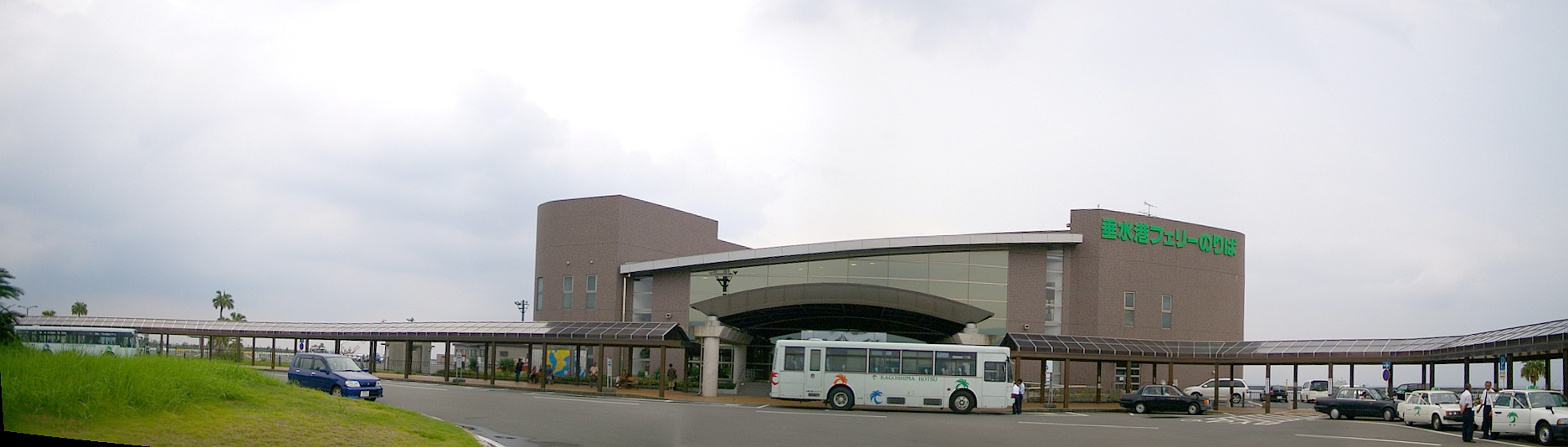
鹿児島市へのアクセスへの重要な入り口である垂水港

### 空港
- 最寄り空港：鹿児島空港

### 鉄道
市内に鉄道は通っていない。
- 最寄り鉄道駅：国分駅または航路を経て鹿児島中央駅

#### 鉄道（廃止路線）
- 日本国有鉄道大隅線
  - 新城駅 - 諏訪駅 - 柊原駅 - 浜平駅 - 垂水駅 - 海潟温泉駅 - 大隅麓駅 - 大隅辺田駅 - 大隅二川駅 - 大隅境駅

1961年4月13日に鹿屋市の古江駅から垂水市の海潟駅（のちの海潟温泉駅）までの区間が古江線として開通し市内に初の鉄道が通る。1972年9月9日に海潟温泉駅から国分駅までの間が開通。同時に路線の名称が古江線から大隅線に改称された。海岸線を通り、垂水市を縦断していたが、1987年3月14日に大隅線の全線が廃止され市内から鉄道が消滅した。垂水市の中心駅は垂水駅であった。
廃線後のJTB時刻表には、垂水港バス停が中心駅として記載されている。

### 船舶
- 最寄港湾施設：垂水港
- 鴨池・垂水フェリー≪旧南海郵船≫（垂水港より）

県庁所在地の鹿児島市から自動車で移動する場合、途中で桜島フェリーを利用して桜島を通り抜けるとおよそ1時間で垂水市へ行くことができる。また鹿児島市内の鴨池港から垂水新港まで所要時間35分で垂水フェリーが運航されている。

### 路線バス
- 鹿児島交通（いわさきグループ） - 周辺の霧島市旧国分市域、鹿児島市桜島、鹿屋市、志布志市、肝付町旧高山町域、南大隅町旧根占町域とを結ぶバス路線を運行している。また鹿児島市と鹿屋市を結ぶ直行バスは鹿児島市内 - 垂水港間の利用が可能である（垂水港 - 鹿屋市内間は利用不可）。垂水市内の全バス路線が垂水港に停車する。
  - 鹿児島市 - 垂水港（鴨池・垂水フェリー利用）
  - 鹿児島空港 - 国分駅 - 牛根 - 桜島口 - 垂水
  - 桜島港 - 桜島口 - 垂水
  - 志布志 - 東笠之原/高山 - 鹿屋 - 垂水
  - 根占 - 垂水

かつてはJR九州バスが国分 - 垂水間に運行されていたが現在では廃止された。

### 道路

#### 高速道路
市内に高速道路は通っていない。最寄りICは、東九州自動車道国分インターチェンジ、九州自動車道鹿児島インターチェンジ（フェリーを利用）など。

#### 一般国道
- 国道220号 - 市内の海岸沿いを縦断する。
  - 道の駅たるみずはまびら
  - 道の駅たるみず
- 国道224号 - 桜島口交差点（鹿児島市境）で国道220号から分岐し桜島港に至る路線。鹿児島県の『道路現況調書』では鹿児島市のみで完結する路線として扱われている。

#### 県道（主要地方道）
- 鹿児島県道71号垂水南之郷線 - 垂水市街地から高峠方面に東進し、鹿屋市高隈地区・輝北地区に至る路線。
- 鹿児島県道72号垂水大崎線 - 牛根地区から牛根峠を越えて鹿屋市輝北地区に至る路線。

## 名所・旧跡・観光スポット・祭事・催事

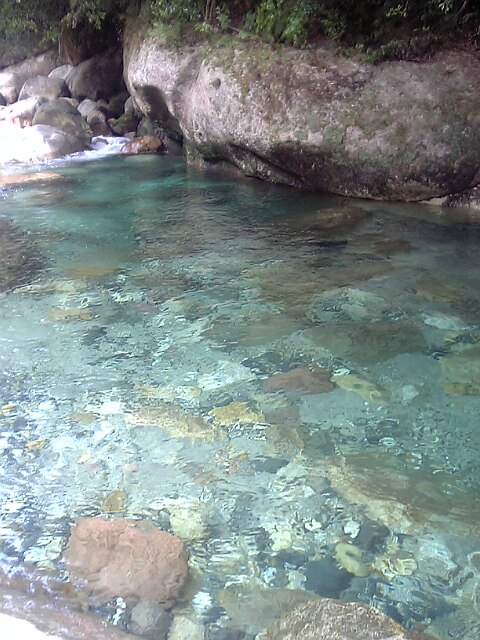
猿ヶ城渓谷

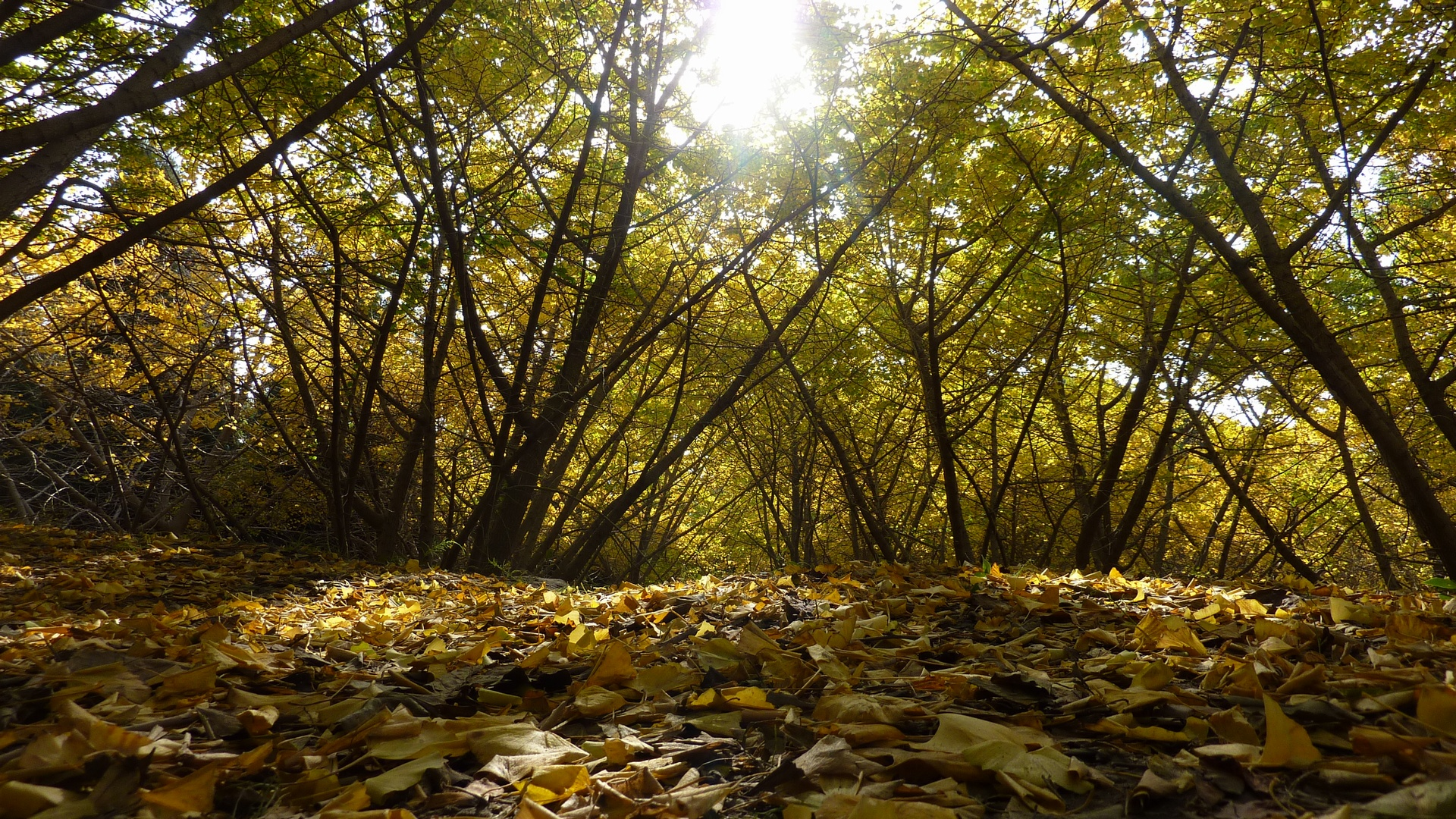
垂水千本イチョウ園

- 垂水城跡
- 垂水家(垂水島津家墓地)
- 猿ヶ城渓谷（森の駅たるみず）
- 高隈山（大箆柄岳）・刀剣山登山
- 海潟温泉
- 高峠つつじヶ丘
- 松ヶ崎（牛根・入船）城城跡
- 道の駅たるみず「湯ったり館」

## PR
- 垂水市公式キャラクターとして「たるたる」を選定している[17]。
- 鹿児島放送の番組『KKBふるさとCM大賞』（公式サイト）で垂水市は複数の受賞経歴がある。CMは市役所職員による制作。

## 垂水市出身の著名人
- 永瀬昭幸（実業家、東進ハイスクール設立者）
- 岩元市三（調教師）
- 瀬戸口藤吉（音楽家、軍艦行進曲などの作曲者）
- 竹園正繼（馬主）
- 中西真貴（鹿児島テレビ放送アナウンサー）
- 穂花 （女優、元AV女優）
- 美坂理恵（南日本放送アナウンサー）
- 和田英作（画家）
- 小濱ゆみ（バレーボール選手）
- 宮迫たまみ（女子サッカー選手）
- 村山☆潤（キーボーディスト、作詞、作曲、編曲、音楽プロデューサー）
- 枦山智博（元高校野球指導者）
- 青山栞織（元舞台俳優、子役指導者）
- 内倉浩昭（第8代統合幕僚長、第37代航空幕僚長）
- 池田倫太朗 (俳優)

## 垂水市を舞台とする作品
- 高倉健主演の映画ホタルの撮影地にもなった。